# عثمان بن حكيم
عثمان بن حكيم بن عباد بن حنيف، أبو سهل الأنصاري، الأوسي، الأحلافي، أحد رواة الحديث الثقات، من أهل المدينة، نزل الكوفة وحديثه فِي الكوفيين، وكان من أوثق أَهل الكوفة ومن أعبدهم ونبلائهم، توفي سنة تسع وثلاثين ومائة.

## روايته للحديث النبوي
- رَوَى عَن: إبراهيم بن محمد بن حاطب، وإسحاق بن عبد الله بن أبي طلحة، وأبي أمامة أسعد بن سهل بن حنيف، وخارجة بن زيد بن ثابت، وخالد بن سلمة المخزومي، وزياد بن علاقة، وسعيد بن جبير، وسعيد بن المسيب، وأبي الحباب سعيد بن يسار، وعامر بن سعد بْن أَبي وقاص، وعامر بْن عَبد اللَّهِ بْن الزُّبَيْر، وعبد الله بن سرجس المزني، وعبد الرحمن بن شيبة العبدري، وعبد الرحمن بن أَبي عمرة، وعبد الرحمن بن هرمز الأعرج، وعثمان بن سليمان بن صبيح، وعثمان بن عروة بن الزبير، وعكرمة مولى ابن عباس، وعمرو بن عاصم الأنصاري، ومحمد بن أفلح مولى أبي أيوب الأنصاري ومحمد بن كعب القرظي، ومحمد بن المنكدر، وموسى بن طلحة وأبي بَكْر بن عبد الله بن الزبير، وأبي بكر بن محمد بن عمرو بن حزم، وجدته الرباب.
- رَوَى عَنه: زهير بن معاوية، وسفيان الثوري، وأبو خالد سليمان بن حيان الأحمر، وشريك بن عبد الله، وعبد الله بن نمير، وعبد الواحد بن زياد، وعلي بن مسهر، وعمر بن علي المقدمي، وعيسى بن يونس، والفضل بن العلاء، ومروان بن معاوية، وهشيم بن بشير، ويحيى بن سعيد الأموي، ويعلى بن عبيد.[4]

## أقوال العلماء فيه
الجرح والتعديل
- قال أبو حاتم الرازي: «ثقة».
- قال أبو دواد السجستاني: «ثقة».
- قال أبو زرعة الرازي: «صالح».
- قال أحمد بن حنبل: «ثقة ثبت».
- قال أحمد بن شعيب النسائي: «ثقة».
- قال أحمد بن صالح الجيلي: «ثقة».
- قال ابن حجر العسقلاني: «ثقة».
- قال الذهبي: «وثقوه».
- قال سليمان بن حيان الأحمر: «أوثق أهل الكوفة».
- قال محمد بن سعد كاتب الواقدي: «ثقة».
- قال محمد بن عبد الله بن نمير: «ثقة».
- قال يحيى بن معين: «ثقة».
- قال يعقوب بن سفيان الفسوي: «ثقة».
- قال يعقوب بن شيبة السدوسي: «ثقة».